# Павло I (папа)
Святий Павло I (лат. Paulus; ? —28 червня 767, Рим, Візантійська імперія) — дев'яносто четвертий папа Римський (29 травня 757—28 червня 767), брат папи Стефана II (III).
Після смерті брата Павло переміг фракцію, яка бажала обрання на папський престол архідиякона Феофілакта, та був вибраний папою більшістю голосів. Продовжував політику свого попередника, підтримуючи баланс стосунків з королем франків, королем лангобардів і візантійським імператором. Про своє обрання повідомив короля франків, наголосивши на необхідності зміцнення відносин між Святим престолом і королівством франків.
Король лангобардів Дезидерій захопив міста Імолу, Озімо, Болонью та Анкону, на які претендував папа. У 758 році Дезидерій відвідав папу та попросив його написати листа королю франків Піпіну Короткому про передачу лангобардам вказаних міст, крім Імоли. Павло I виконав прохання Дезидерія, проте написав Піпіну ще одного листа з протилежним змістом. Король франків одразу жодним чином не зреагував на подвійну гру папи, проте пізніше надав йому допомогу в суперечках з лангобардами. Таким чином Павло I зміцнив папську державу, збільшивши її територію за рахунок земель Беневенто і Тоскани.
Павло I помер у Римі.